# Fred Stillkrauth
Fred Stillkrauth est un acteur allemand né le 14 août 1939 à Munich où il meurt le 7 août 2020.

## Filmographie
- 1976 : Par ici la bonne soupe (Umarmungen und andere Sachen) de Jochen Richter : Sébastien
- 1977 : Croix de fer de Sam Peckinpah : Caporal-chef Reisenauer
- 1980 : Trois Tyroliens à Saint-Tropez de Franz Marischka